# أليسون بيك
أليسون بيك (بالإنجليزية: Alison Pick)‏ (1975، تورونتو في كندا)؛ كاتِبة وروائية كندية.